# アシエンダ制

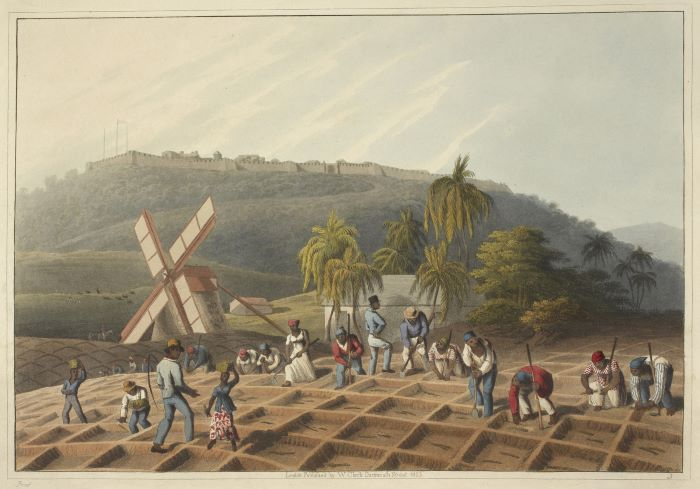
アシエンダ制の様子

アシエンダ（スペイン語: hacienda、ラテンアメリカ発音: [aˈsjenda]）とは、かつてのスペイン領のラティフンディオ(大土地所有)の一形態で、特にメキシコ、中米の一部、アンデス諸国で一般的にみられた伝統的な大農園を指す。ラプラタ地域(アルゼンチン、ウルグアイ、チリ南部)ではエスタンシア(en:Estancia)とも呼ばれた。アシエンダの所有者は、アセンダード(hacendado)と呼ばれた。ブラジルにおけるこれに似た形態はファゼンダと呼ばれる。いくつかのアシエンダはプランテーションや鉱山でもあり、工場でさえある。多くのアシエンダはそれらの生産的活動を含んでいる。

## アシエンダの発祥
征服当初、先住民の人口は稠密で、スペイン人が土地を買おうとしても売ってもらえず、またエンコミエンダ制で物納される農産物で都市市場は飽和していたため、スペイン人が市場向け農業を行なっても儲けは見込めなかった。ところが16世紀半ばには先住民の人口が激減し、貢納が減り農産品は値上がりした。先住民の村落に増えた空き地をスペイン人が買い入れ、都市や鉱山向けの農業、牧畜経営を始めた。この時期にスペイン当局が植民者に土地を恩貸地として贈与したのがアシエンダの始まりで、16世紀末には土地所有権が確立した。アシエンダは本来は「財産」を意味する言葉であったが、地価の上昇とともに不動産として「土地」の意味に代わった。土地が極端に値崩れしていたため、アシエンダの面積は総じて広く、最低でも数百ヘクタール、過疎地のエスタンシア(牧畜アシエンダ)は数万ヘクタール規模であった。
18世紀になると先住民人口は回復傾向に至るが、先住民を労働力として確保したいアセンダードらは、土地を先住民に売り戻すことはなかった。こうしてアシエンダの広大な土地のすぐ隣に、先住民の土地は細分化され、経営は零細化する。この大土地経営と零細経営の併存した構造は今日のラテン・アメリカ農業まで恒常化した。

## アシエンダの経営と労働力
アシエンダは地主の家父長的支配による小さな社会を形成し、小作地と地主直営地に分かれた。小作地は雇役小作(コロノ、インキリノ、ワシプンゲーロ)、分益小作(ヤナコナ、アパルセロ、メディエロ)、賃小作(アレンダタリオ)に区別され、直営地では農業労働者(ガニャン、ペオン、アフエリノ、ボルンタリオ)らが低賃金労働を行った。
個人経営のアシエンダの場合は、地主の多くは農場内に居住せず、主要都市や外国に居住し、農牧場の経営は監理人(アドミニストラドール)か、さらに下の中間監理人であるマヨルドーモに任された。
アシエンダ経営は19世紀初頭の独立革命においてもなんら影響を受けず、むしろ自由主義改革や19世紀末の資本主義形成期を経て、大土地所有はさらに顕著になった。この結果、19世紀末の農民からの大規模な土地収奪が、1911年のメキシコ革命の原因となった。メキシコではカルデナス政権下でようやく実質的な土地分配が実施された。所得格差や貧困の大きな要因となっていたこれらの農地の改革がラテン・アメリカ諸国の多くで行われたのは、20世紀の半ばに入ってからであった。

## アシエンダの類型化
ラテン・アメリカにおける大土地経営としての伝統的なアシエンダは、以下の３つに分類される。
- ブラジル北東部（ノルデステ）やカリブ海諸島での、黒人奴隷の労働力に依拠したサトウキビ農場
- アルゼンチンのパンパスの、ガウチョ労働力に依拠したエスタンシア(牧畜アシエンダ)
- メキシコ、中央アメリカ、アンデス地域、一部のカリブ海諸島にみられた、先住民労働に依拠したもの

19世紀後半になると、欧米諸国による投資でプランテーション農業がラテンアメリカに持ち込まれた。これらの農場は栽培加工の新技術、賃労働の大量雇用など、資本主義的経営体としての性格を持っていたが、旧来の半農奴的労働諸制度を最大限に利用した点で、アシエンダと類似性を持っていた。